# Napisy dialogowe

Przykładowe napisy dialogowe w języku angielskim

Napisy dialogowe – jedna z technik tłumaczenia filmów. Polega ona na pokazywaniu tłumaczeń dialogów lub piosenek na ekranie w formie pisemnej. Innym zastosowaniem napisów jest udogodnienie dla osób niesłyszących.

## Sytuacja w Polsce
W Polsce napisy dialogowe używane są głównie do tłumaczenia dialogów w filmach podczas projekcji kinowych, na płytach DVD (często jako opcja do wyboru obok lektora lub dubbingu) oraz w niektórych filmach pokazywanych w telewizji do tłumaczenia piosenek pojawiających się w nich, gdzie do tłumaczenia dialogów przeważnie wykorzystywany jest lektor. W Polsce napisy stosuje się też w filmach rodzimych do tłumaczenia obcojęzycznych dialogów.
Według badań z 2002 roku, jedynie 8,1% Polaków woli oglądać filmy z napisami, co czyni je najmniej preferowaną metodą tłumaczenia filmowego.

### Napisy w polskiej telewizji

#### Obecnie
TVP Polonia nadaje niektóre polskie filmy i seriale z napisami w języku angielskim. Płatne telewizje, takie jak Canal+, HBO czy Ale Kino+, oferują możliwość wyboru napisów, dubbingu/lektora bądź całkowite wyłączenie tłumaczenia do niemalże wszystkich emitowanych przez siebie filmów i seriali. Canal+ emitowała z napisami serial Miasteczko South Park, z kolei FOX w takiej wersji wyświetlał Simpsonów, obecnie są oni emitowani z lektorem. Napisami opatrzona jest również większość seriali anime emitowanych na Canal+, Hyper oraz AXN SciFi.

##### Dla niesłyszących
Podczas emisji wybranych programów TVP emituje napisy dla osób niesłyszących dostępne w teletekście TVP (Telegazecie). W 2011 roku Bronisław Komorowski podpisał znowelizowaną ustawę medialną, zgodnie z którą stacje telewizyjne mają obowiązek emitować z napisami lub z tłumaczeniem migowym co najmniej dziesięć procent ramówki na kwartał. Po wejściu ustawy część stacji wprowadziła możliwość wyboru napisów dla osób posiadających odbiorniki cyfrowe, w takiej wersji emitowane są m.in. filmy w Superkinie (TVN) i Megahicie (Polsat). TV Puls rozpoczęła emisję części filmów z lektorem i wbudowanymi napisami dla niesłyszących.

#### Dawniej
Jesienią 2008 roku program drugi Telewizji Polskiej po południu nadawał z polskimi napisami amerykańskie seriale Nie ma to jak hotel i Radiostacja Roscoe (w późniejszym czasie powtarzany w wersji z dubbingiem). Ostatecznie Telewizja Polska zarzuciła projekt nadawania obcojęzycznych seriali z polskimi napisami ze względu na niską oglądalność.

## Tworzenie napisów dialogowych
Profesjonalnie przygotowane napisy powinny liczyć dwie linie (dopuszczalne są trzy, chociaż rzadko spotykane są sytuacje, gdy tłumacz decyduje się na wykorzystanie trzeciej linii) po maksymalnie czterdzieści znaków każda (wliczając w to spacje i znaki interpunkcyjne). Pojedyncza pełna linia powinna być widoczna na ekranie przez przynajmniej trzy sekundy, aby widz mógł ją bezproblemowo przeczytać i rozeznać się w sytuacji na ekranie. Użycie większej ilości znaków w linii lub zbyt krótkie wyświetlanie jej na ekranie może sprawić, że napisy staną się nieczytelne. Konieczność zmieszczenia się w ilości znaków oraz odpowiednie rozstawienie napisów w czasie wymusza stosowanie skrótów, przez co część dialogów nie zostaje przełożona. Zazwyczaj nie tłumaczy się wykrzyknień i zająknięć (np. „ohh”, „ahh”, „whoa!”, „wow!”, „umm...”), powtórzeń czy bezpośrednich apostrof. Osoby opracowujące napisy starają się przeredagować zbyt długie zdania tak, aby były one krótsze, ale jednocześnie oddawały sens wypowiedzi. Przykładowo zdanie „Mike, can you help me with this, please?” powinno zostać przełożone na „Pomożesz mi z tym?”, zamiast: „Mike, proszę (czy) mógłbyś mi z tym pomóc?” – widz widzi na ekranie, do kogo zwraca się dana postać i rozumie jej intencje wyrażone za pomocą gry aktorskiej, co pozwala maksymalnie skrócić napisy, oddając jedynie najważniejszy sens zdania. W scenach, gdy jednocześnie rozmawia ze sobą wiele postaci, przekładany jest jedynie dialog mający największe znaczenie dla filmu. Podobne skróty stosowane są przy opracowywaniu wersji lektorskich, aby lektor zdążył przeczytać skrypt w wymaganym przedziale czasowym, a widz zdołał zrozumieć wypowiadane przez niego słowa i rozeznać się w kontekście. Jedyną formą opracowania filmów, w której nie jest wymagane stosowanie skrótów, jest dubbing.